# Dora Mayer
Pour les articles homonymes, voir Mayer.
Dora Mayer Loehrs ou Dora Mayer de Zulen (Hambourg, 12 mars 1868 – Lima, 7 janvier 1959) est une militante, essayiste et intellectuelle péruvienne d'origine allemande, qui a défendu les droits des peuples indigènes du Pérou (en).

## Biographie

### Jeunesse
Dora Mayer naît le 12 mars 1868 à Hambourg, Confédération de l'Allemagne du Nord. Elle est la fille d'Anatol Mayer, un commerçant et de Mathilde de Loehrs. La famille s'est installée à Callao, au Pérou, en avril 1873. Dora Mayer reçoit une éducation familiale et est une autodidacte motivée, qui lit beaucoup et écrit des romans, des pièces de théâtre, des essais et des articles.

### Militantisme
Dora Mayer a écrit sur les droits des femmes, la philosophie, les préoccupations sociales et « a largement dénoncé les abus incessants des propriétaires terriens et des autorités, ainsi que l'absence d'une législation du travail efficace » pour les populations indigènes du Pérou.
En tant que journaliste, elle a contribué à de nombreuses publications et en a édité quatre elle-même : El Deber Pro Indígena, La Crítica, Concordia et El Trabajo.
Comme beaucoup d'autres militants pro-indigènes de l'époque, Dora Mayer est influencée par Manuel González Prada. Dans son manifeste de 1905 intitulé Nuestros Indios (Nos Indiens), Manuel González Prada soutient que les Péruviens indigènes ont été ravagés par l'exploitation et les attitudes et pratiques discriminatoires, plutôt que d'être condamnés par nature par leur infériorité raciale perçue.
En 1909, Dora Mayer cofonde l' Asociación Pro-Indígena (Association pro-indigène), avec le philosophe Pedro Zulen (en) et le sociologue Joaquín Capelo. Selon Frank Salomon, l'Association travaille principalement par le biais de l'assistance juridique et de la recherche, et « invoquait le statut des Indiens en tant que citoyens légitimes, bien que privés de leurs droits, afin de leur obtenir des droits tels que la protection contre l'emprisonnement pour dettes ». Bien qu'« humanitaire, altruiste et morale », l'organisation est « incapable de résoudre le problème de l'exploitation des indigènes ». Le groupe finit par disparaître en 1917, mais il a été un précurseur notable du mouvement indigénisme, qui a pris de l'ampleur dans les années 1920. Dora Mayer soutient ensuite le Tahuantinsuyo Indigenous Rights Committee (actif de 1919 à 1925).
En 1911, elle rédige un document pour le premier Congrès universel des races, à Londres, concernant le traitement des populations indigènes au Pérou. Le résumé de celui-ci, tel que décrit dans une brochure produite pour le Congrès, se lit en partie comme suit :

« Les indigènes du Pérou ont été accusés de malhonnêteté, d'hypocrisie et d'oisiveté. Il est vrai que la civilisation moderne les a corrompus au lieu de les améliorer. Les employeurs européens n'ont rien fait, ni au point de vue matériel ni au point de vue moral, pour les élever et les civiliser ; au contraire, ils n'ont fait que leur donner l'exemple de l'immoralité... Les Péruviens ont pourtant toutes les qualités du cultivateur ; si on leur donnait les moyens de développer ces qualités et d'exploiter les richesses naturelles de leur sol, ce serait leur salut et le progrès du pays. »

En 1913, en sa qualité de présidente du comité de presse de l'association pro-indigène, Dora Mayer publie The conduct of the Cerro de Pasco mining company,, dans lequel elle note que, bien que les opérations initiales de la compagnie minière nord-américaine aient été légitimes :

« à mesure que la société s'initiait aux secrets des habitudes judiciaires et politiques du pays, elle se décidait à profiter des fragilités qui se trouvent malheureusement dans notre système social, et entrait de plain-pied dans les voies de la fraude, du brigandage et de la violence.... Nous ne ferions aucune remarque sur la corruption facile des hommes d'affaires qui sont arrivés ici, si les peuples anglo-saxons ne se vantaient pas tant de leur supériorité morale sur les Sud-Américains et ne partaient pas dans leur diplomatie de l'idée que, tout en protégeant leurs compatriotes de l'extérieur, ils défendaient la cause de la civilisation et de la morale. »

Dora Mayer poursuit en décrivant la « conduite inhumaine de l'entreprise à l'égard des ouvriers aborigènes » qu'elle emploie. Elle est une fervente critique des pratiques abusives ou d'exploitation des entreprises transnationales, tant du point de vue social qu'environnemental.

### Droits des femmes
En ce qui concerne le rôle des femmes dans la société, Dora Mayer valorise le rôle de la femme au foyer, mais reconnaît les inconvénients pour les femmes d'un travail domestique insuffisamment reconnu. Elle soutient :

« À l'heure actuelle, le pouvoir dépend des conditions économiques et, à cet égard, les femmes se trouvent une fois de plus désavantagées, car leur travail de ménagère n'a pas de valeur marchande [...] Il peut être indispensable de donner un salaire aux épouses et aux mères pour faire comprendre aux hommes qu'ils ne se contentent pas de "donner" aux femmes la moitié de leur fortune, mais que le travail effectué dans le monde féminin est aussi important que celui de l'homme. »

### Relation avec Pedro Zulen
Pedro Zulen, de vingt-deux ans plus jeune que Dora Mayer mais pendant de nombreuses années son « partenaire dans l'activisme indigéniste », aurait repoussé ses avances romantiques à plusieurs reprises. Néanmoins, elle affiche publiquement sa passion pour lui et, dans les ouvrages publiés à partir de 1920, utilise le nom de « Dora Mayer de Zulen ». C'est également le nom utilisé sur sa pierre tombale.

### Mort et héritage
Dora Mayer meurt au Pérou le 7 janvier 1959, à l'âge de 91 ans. En 2019, le philosophe Joel Rojas édite un recueil des écrits de Mayer intitulé The Sun that Dispels the Clouds: Essential texts, et une exposition est organisée à Lima sur sa vie et son œuvre,.
La même année, l'université nationale de San Marcos, est lancé dans un projet de numérisation des documents de Dora Mayer conservés dans ses archives.